# 鷲田土三郎
鷲田 土三郎（わしだ つちさぶろう、1858年11月19日（安政5年10月14日）- 1929年（昭和4年）10月27日）は、明治から昭和初期の薬剤師、実業家、政治家。衆議院議員、福井県会議長。

## 経歴
越前国足羽郡福井木田中町（福井県足羽郡福井木田中町、福井市木田中町を経て現:福井市西木田3丁目）で、茶商、薬種業・鷲田杏菀の長男として生まれた。1871年12月2日（明治4年10月20日）に家督を相続した。1881年（明治14年）東京大学医学部製薬学科を卒業した。
1882年（明治15年）福井県医学校教諭に就任。福井市豊（みのり）学区会議員、福井市会議員、同参事会員を務めた。1897年（明治30年）9月、福井県会議員に選出され、1903年（明治36年）9月まで2期在任し、第16代県会議長（1899年10月-1903年9月）も務めた。この間、福井市の遊興地を栄新地に集約し、九頭竜川改修工事を推進した。その他、所得税調査委員、営業税審査委員なども務めた。
1908年（明治41年）5月、第10回衆議院議員総選挙（福井県福井市）で当選し、衆議院議員に1期在任した。
実業界などでは、福井商業会議所会頭、福井県薬剤師会長、福井市教育会長、県労資協調会長、福井日報社長、北陸製薬社長などを務めた。また、1925年（大正14年）日本赤十字社福井病院（現福井赤十字病院）、大和紡績福井工場の誘致について、期成同盟会長として尽力した。

## 国政選挙歴
- 第7回衆議院議員総選挙（福井県福井市、1902年8月、立憲政友会）次点落選[6]
- 第8回衆議院議員総選挙（福井県福井市、1903年3月、立憲政友会）次点落選[6]
- 第10回衆議院議員総選挙（福井県福井市、1908年5月、立憲政友会）当選[5]
- 第13回衆議院議員総選挙（福井県福井市、1917年4月、立憲政友会）次点落選[7]